# Operation Čagalj

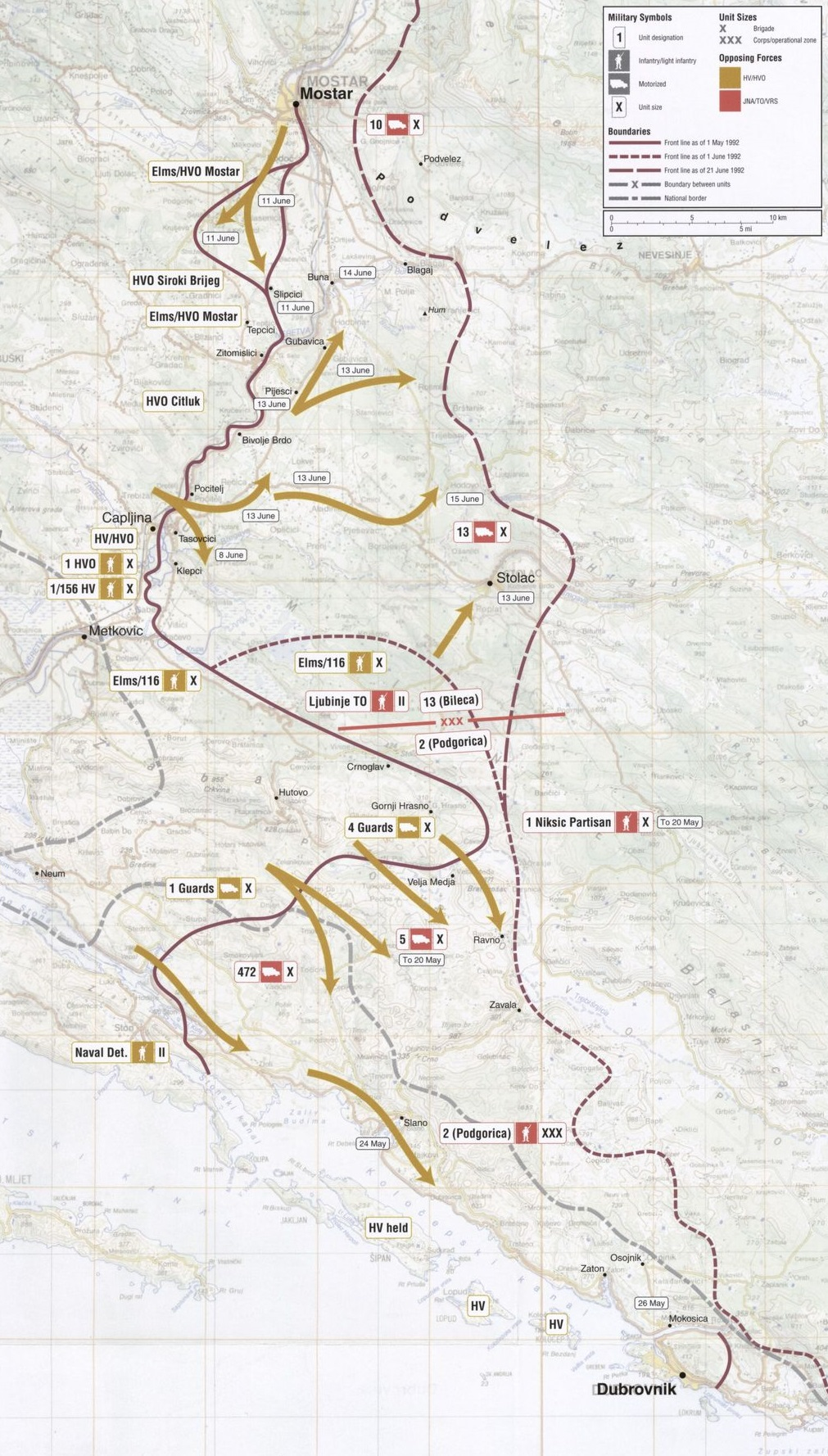
Kampfverlauf

Die Operation Čagalj (Operation Schakal), auch Operation Lipanjske zore (Operation Juni-Morgendämmerung) genannt, war eine gemeinsame Militäroperation des Kroatischen Verteidigungsrates (HVO), der Kroatischen Streitkräfte (HV) und der Kroatischen Verteidigungskräfte (HOS) zu Beginn des Bosnienkriegs. Durch die vom 7. bis 26. Juni 1992 dauernde Offensive gegen die Jugoslawische Volksarmee und die Streitkräfte der Republika Srpska gewannen die kroatischen Kräfte die Kontrolle über das mehrheitlich von Kroaten und Bosniaken bewohnte Gebiet um Mostar.